# Пошта и телекомуникације Луксембурга
Пошта и телекомуникације Луксембурга (фр. P&T Luxembourg) је поштански и телекомуникациони оператер Великог Војводства Луксембурга. Такође пружа финансијске услуге и издаје поштанске марке у Великом Војводству. Власник је највећег луксембуршког мобилног оператера LuxGSM-а.